# Qerehèt
Qerehèt est la déesse cobra incarnant l'origine des temps de la mythologie égyptienne.